# フルートソナタ (ベートーヴェン)
フルートソナタ 変ロ長調は、かつてルートヴィヒ・ヴァン・ベートーヴェンが作曲したとされていたフルートソナタであるが、現在は偽作とされている。作品番号はベートーヴェンの作品目録において「疑作・偽作」に分類され、「WoO.Anh.4」及び「Hess,A11」の番号が与えられている。

## 概要
現在は偽作とされているが、青年期のベートーヴェンの作品として1790年から1792年頃にかけて作曲され、1906年に出版されたフルートソナタである。ベートーヴェンの没後遺品の中から手書きの楽譜と共に発見されたが、筆跡から偽作とされ、上記の作品番号が与えられた。なお本来の作曲者は現在に至って特定されていない。
フルートの技巧はやや控えめなものの、書法と構成はユニークを示している。

## 構成
全4楽章で、演奏時間は約20分。第4楽章は主題と4つの変奏からなる。
- 第1楽章 アレグロ
- 第2楽章 ポロネーズ
- 第3楽章 ラルゴ
- 第4楽章 主題と変奏、アレグレット